# レジオ・マリエ
レジオ・マリエ（ラテン語: Legio Mariae, 英語: Legion of Mary,マリアの軍隊の意）は、自発的に奉仕するローマカトリック教会所属者の国際的団体。平信徒で公務員のフランク・ダフにより、ローマ・カトリック教会のマリア運動としてダブリンで設立された。
今日、活動および賛助（祈り）会員は、世界中で合計1,000万人を超え、カトリック教会の信徒の最大の使徒職団体となっている。
会員数は、韓国、フィリピン、ブラジル、アルゼンチン、コンゴ民主共和国で最も多く、それぞれ25万人から50万人の会員がいる。
会員はカトリック教会に属し、その教えを信じる人々に開かれている。その使命は、レジオ・マリエのガイドブックであるテッセラ第33章で述べられている通り、肉体的および精神的な慈悲の業によって聖母マリアの旗の下で活動会員が神に仕えることである。レジオ・マリエの主な使徒職は、カトリック教徒と非カトリック教徒両方に向けられた活動であり、彼らの信仰を奨励したり、カトリックになるように招いたりしている。これは通常、彼らに祈りを勧め、ミサに出席し、カトリック信仰についてもっと学ぶことによって行われる。レジオ・マリエ会員は、物質的援助の任務ではなく、主に慈悲の精神的任務の実行に従事している。

## 歴史
1921年9月7日、ダブリンのフランシス・ストリートにあるマイラハウスでフランク・ダフによって設立された。彼の考えは、友愛と祈りによって支えられる組織化された構造の中で、カトリック信徒が教会への奉献に生きるという洗礼の約束を果たすのを助けることであった。レジオ・マリエは、聖ルイ・ド・モンフォールの著書『聖母マリアへのまことの信心』から着想を得ている。
病院で癌の女性を訪問することから活動を始めたが、すぐに最も貧しい人々、特にダブリンの売春婦の間で活発となった。ダフはその後、1928年にレジオ・マリエのハンドブックにシステムを定めた。
レジオ・マリエはすぐに世界中に拡大した。最初は、当時は珍しかった信徒使徒職への献身のために、しばしば不信感を抱かれた。教皇ピオ十一世が1931年に賞賛した後、軍団はその不信感を鎮めた。

エデル・クイン（1907年-1944年）は1930年代と1940年代のアフリカでの活動により、レジオ・マリエ拡大に最も顕著であった。健康状態の悪化（結核）に直面しても、レジオ・マリエの使命への献身は、内外で彼女に対する大きな賞賛をもたらした。設立者のダフ、愛情に満ちたレジオ・マリエの南アメリカへの使節であるアルフィー・ラム（1932–1959）と共に列福のプロセスが進行中である。
2014年3月27日、信徒評議会次官ヨーゼフ・クレメンス司教は、教皇庁によって国際的信徒団体として軍団が認められるという法令を出した。

## 構造

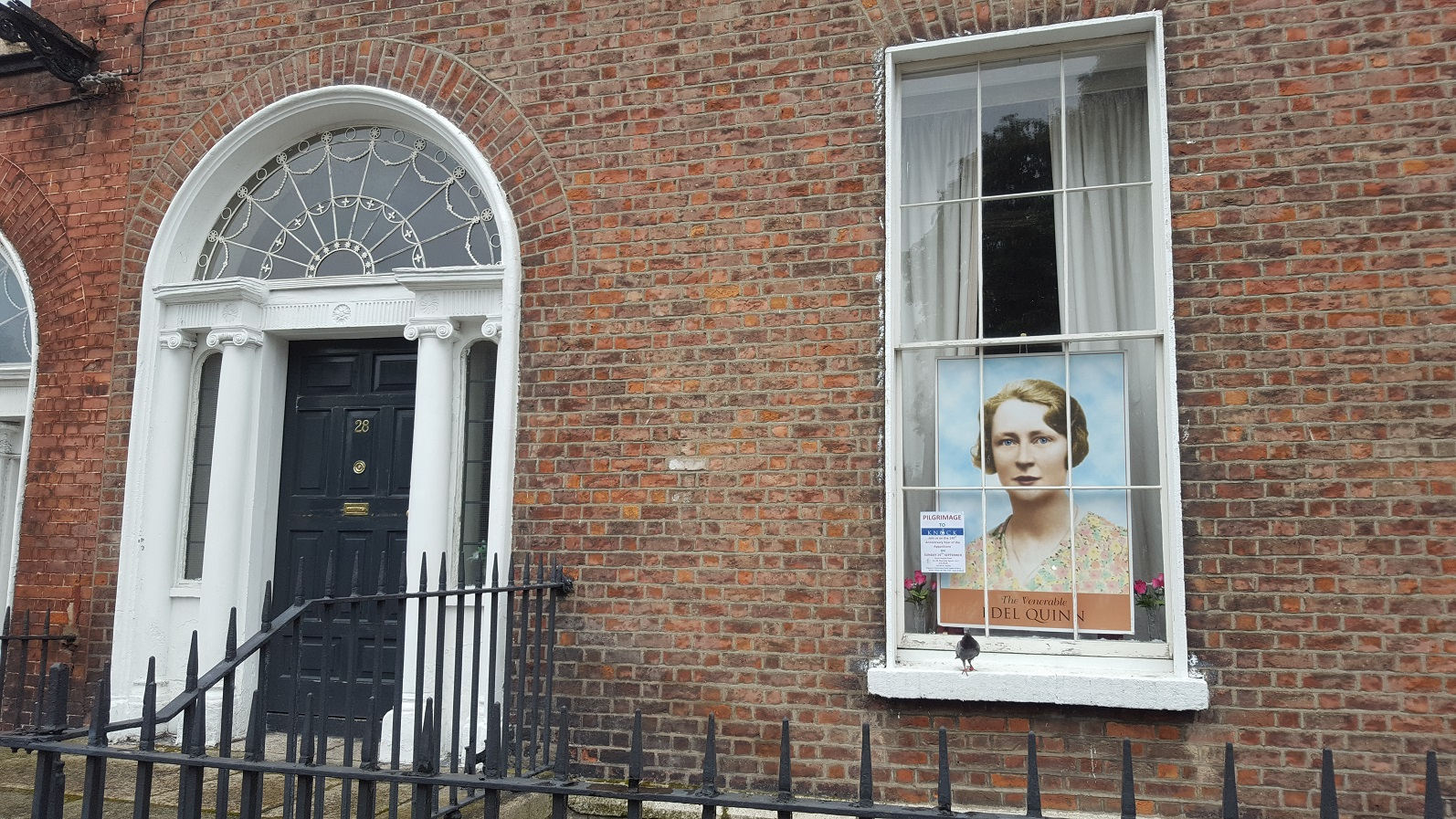
セントテレーズクラブ、マウントジョイスクエア

レジオ・マリエの基本単位プレシディウム（Praesidium）と呼ばれ、通常は小教区に拠点を置いている。通常3〜20人のメンバーで構成され、毎週小教区で会合を開く。クリア（Curia）は次のレベルであり、それぞれがいくつかのプレシディウムを監督している。
次のレベルはコミティウムで、通常、中規模の都市や県の一部などの地域で、いくつかのクリアを担当している。次のレベルはレジア（Regia）で、州（米国やブラジルなど）などのより広い領域を担当している。セナートス（Senatus）は次のレベルであり、通常、非常に広い地域、通常は国または非常に広い領域でレジアを監督する。 
コンチリウム（Concilium）は最高レベルで、ダブリンに所在しレジオ・マリエ全体を管理している。
レジオ・マリエの各レベルには会長、副会長、書記、会計、そして霊的指導者がいる。霊的指導者は常に聖職者で、他のすべての役職は信徒によって保持される。
責任に関係なくすべての役職はボランティアであり、レジオ・マリエには賃金労働者はいない。

## 会員

### 入退
入会は、洗礼を受けたすべてのカトリック教徒に開かれている。プレシディウムを数回訪問した後、3か月間仮会員としてに参加することができる。次に、活動会員として恒久的に参加するかどうかが決定される。試用期間中、仮会員は、会員によって行われた活動の報告を聞くことと、テッセラとを読むことによってレジオ・マリエのシステムについて学ぶ。試用期間後、会員は「レギオンの約束」と聖霊と聖母マリアへの忠誠を誓い、恒久的な活動会員となる。
会員は、基本的に規律とコミットメントに基づいている。会員は、神の母である聖マリアの意向のために時間と祈りを捧げる。
会員は、所属するプレシディウムの会長に通知することにより、退会することができる。